# Contravention de grande voirie en France
En droit français, la contravention de grande voirie (« CGV ») est une sanction administrative prévue en cas d’atteinte à l’intégrité ou à l’utilisation de certains biens du domaine public ou en cas d’atteintes à une servitude administrative établie sur certains de ces biens. Cette notion du droit administratif trouve ses origines dans l’ordonnance de Colbert  du 3 août 1681.
Les contraventions de grandes voiries ne s'appliquent pas au domaine privé. Elles ne peuvent non plus être dressée lorsqu'il s'agit du domaine public routier qui a ses propres contraventions de voirie routière (CGPPP, art. L. 2132-1).
Les contraventions de grande voirie sont nécessairement instituées par une loi ou un décret, précisé par l'article L. 2132-2 du CGPPP disposant que « Les contraventions de grande voirie sont instituées [...] selon le montant de l'amende encourue, en vue de la répression des manquements aux textes qui ont pour objet, pour les dépendances du domaine public n'appartenant pas à la voirie routière, la protection soit de l'intégrité ou de l'utilisation de ce domaine public, soit d'une servitude administrative mentionnée à l'article L. 2131-1. Elles sont constatées, poursuivies et réprimées par voie administrative ».  
De ce fait, en l'absence de textes procédant à la protection des domaines concernés, il est impossible de dresser une CGV. 
Le régime de la contravention a été soumis au contrôle du Conseil constitutionnel et du Conseil d'État qui ont respectivement confirmé la conformité à la Constitution et à la Convention européenne des droits de l'homme (Cons. const. no 87-151 L du 23 septembre 1987, Rec. Cons. const. 53 ; CE 6 mars 2002, req. no 217646, Mme Triboulet et Mme Brosset-Pospisil).

## Éléments caractéristiques de la contravention de grande voirie
Les contraventions de grande voirie sont instituées en vue de la répression des manquements aux textes qui ont pour objet : 
- d'une part, la protection de l'intégrité du domaine public ou de son utilisation,
- d'autre part, la protection d'une servitude administrative mentionnée à l'article L. 2131-1 du CGPPP.

Le régime des CGV trouve également à s'appliquer à la réparation des dommages causés au domaine public par des activités polluantes et relèvent du Code de l'environnement.  
Par exemple; rejets des navires (C. envir., art. L. 218-31), opération d'exploration ou d'exploitation du fond de la mer ou de son sous-sol (C. envir., art. L.218-38), opération d'immersion (C. envir., L.218-47), opération d'incinération (C. envir., art. L.218-62).  
Enfin, la CGV peut être dressée en cas d'occupation illégale du domaine public. 
Cette contravention, différente de la contravention de police, s'illustre par deux caractéristiques principales ; 
- C'est une infraction purement matérielle,
- Le Préfet se trouve dans une situation d'obligation des poursuites.

### Infraction purement matérielle
Concernant le fait qu'il s'agisse d'une infraction purement matérielle : cela signifie qu'il n'y a pas d'élément intentionnel pris en compte par le juge : il s'agit d'une approche objective de l'atteinte au domaine. De ce fait il existe une obligation de résultat de ne pas porter atteinte au domaine et à l'environnement. Si la CGV n'a pas été créée dans un but premier environnemental, il est possible de constater une tendance à l'environnementalisation de l'objectif de la mise en place de CGV (CE 23 décembre 1941, Sté Mazout-Transport)
Le caractère objectif de l’imputabilité est bien illustré par l’arrêt du Conseil d’Etat du 22 mars 1961 Ville de Charleville : si un ouvrier d’une entreprise commet une dégradation du domaine public en manœuvrant un engin alors ce sera la responsabilité du propriétaire de l’engin qui sera recherchée. À noter que depuis un arrêt du Conseil d’État du 5 juillet 2000 : lorsque le véhicule qui cause le dommage a été volé, alors l’administration ne peut pas imputer la CGV au propriétaire du véhicule.

Comme c'est une infraction matérielle, il y a peu de causes d'exonération, appliquées restrictivement par le juge (CE 9 décembre 1988, 49569): 
- la force majeure
- la faute de l'administration assimilable à la force majeure

Il conviendra de préciser que pour que la force majeure soit admise, il est nécessaire quoi soient réunis 3 critères : élément extérieur, imprévisibilité et irrésistibilité.
Par exemple a été admis un cas de force majeure dans un arrêt de la Cour Administrative d’Appel de Nantes du 1er février 2005 Guerin : une tempête avait provoqué la chute d’un toît de hangar sur un caténaires de la SNCF (domaine public ferroviaire).
Est constitutif d'une CGV l'endommagement d'un poteau téléphonique pas un véhicule volé. Le propriétaire du véhicule volé peut invoquer le cas de force majeure s'il établit qu'il avait pris toutes les précautions nécessaires pour éviter le vol de son véhicule (CE, 15 mai 1987, no 71880).
Est constitutif d'un cas de force majeure l'action violente de manifestants qui auraient causé des dommages au domaine public fluvial, entraînant alors l'exonération de la société poursuivie (CE, 12 juin 1989, no 77960).
Concernant les cas où il s'agit d'une faute de l'administration :
Exemple qui illustre cette exonération : Conseil d’État 9 octobre 1981 Nerguissan CGV pour dégradation commise en raison d’indications erronées sur un panneau de signalisation.  

### Obligation des poursuites de la part du préfet
Le préfet est en situation de compétence liée en matière de CGV : 
Sauf à se prévaloir d'un motif d'intérêt général ou d'ordre public, l'administration est tenue d'exercer des poursuites. Par conséquent, son refus peut faire l'objet d'un recours en annulation (CAA Marseille, 7e ch., 13 avril 2010, n°08MA00338, CE 23 février 1979, no 4467). 
Il existe une exception à ce principe, selon l’arrêt du Conseil d’État du 23 février 1979 Association les Amis du Chemin de Ronde, le préfet ne peut être obligé de poursuivre s’il y a un motif d’intérêt général ou bien une nécessité d’ordre public qui le justifie.  
Deux exemples illustrent cette exception : 
- CE 6 février 1981 Communauté de défense du Fouesnant : une entreprise qui occupait illégalement le domaine public (car son autorisation pour le faire n’avait pas été renouvelée) a demandé un délai supplémentaire afin de délocaliser les installations et de ce fait le Préfet n’a pas engagé les poursuites de la CGV car justifié par un motif d’intérêt général. 
- Le deuxième exemple est un arrêt qui concerne une affaire bien connue : l’affaire Erika. L’entreprise litigieuse Total s’était engagée à remettre le domaine public en l’état et à indemniser l’ensemble des victimes ainsi le Préfet n’a pas dressé de CGV pour motif d’intérêt général.  

## Procédure de la contravention de grande voirie

### Obligation de dresser un procès-verbal
Un procès-verbal doit obligatoirement être dressé par un agent de police judiciaire ou un agent assermenté afin de constater l'atteinte au domaine public. Il doit être suffisamment précis pour caractériser la consistance de l'atteinte au domaine public, désignant par exemple les biens meubles ou immeubles à retirer ou restaurer. 
L'agent assermenté est saisi par les autorités chargées de la police et de la conservation du domaine public, qui sont tenus, par application des principes régissant la domanialité publique, de veiller à l'utilisation normale du domaine.  
Dans le cas où il s'agit d'une occupation illégale du domaine public, le juge des contraventions de grande voirie peut être saisi pour faire cesser cette occupation sans titre et retirer les obstacles créés de manière illicite qui s'opposent à l'exercice par le public de son droit à l'usage du domaine. 
Dans cette hypothèse, l'autorité administrative ne peut pas refuser d'engager les poursuites pour des raisons de simple convenance administrative (CE, 23 février 1979, N° 04467, Association des amis des chemins de ronde). 
Les agents compétents pour constater les CGV sont les agents de l'État assermentés à cet effet devant le TGI, les agents de police judiciaire et les officiers de police judiciaire (CGPPP, art. L. 2132-21). 

### La personne poursuivie pour CGV
Est poursuivie pour CGV la personne qui a commis ou pour le compte de laquelle a été commise l'action qui est à l'origine de l'infraction, soit celle sous la garde de laquelle se trouvait l'objet qui a été la cause de la contravention (CE, 27 février 1998, no 169259, CAA Nancy, 1er ch., 5 août 2004, n°00NC00184). 

### Poursuites
Le préfet déclenche les poursuites en saisissant le tribunal administratif. Il est obligé de le faire sous réserve de nécessités tirées de l'intérêt général ou de l'ordre public.
S'il "résiste", une association peut l'obliger à le faire.
Une injonction de faire constater une contravention de grande voirie peut même être ordonnée au préfet par le juge administratif (CAA Nantes, 4 février 1998, DE, No 57-1998, p. 3 note Le Corre).
Le tribunal administratif peut infliger une amende et ordonner la restauration de l'intégrité du domaine.

### Jugement
Le jugement des contraventions de grande voirie est régi par les articles L774-1 à 774-11 du code de justice administrative.
Devant le tribunal administratif et la cour administrative d'appel, cette procédure est dispensée du ministère d'avocat (articles R431-3 et R811-7 du code de justice administrative).
Lorsqu'une collectivité territoriale accorde une occupation du domaine public de manière abusive l'article L28 du code du domaine de l’État dispose que le Trésor, qui se trouve ainsi frustré, a toute faculté à alerter le service des domaines qui constatera l'infraction aux fins de recouvrement des indemnités correspondant aux redevance qui devait être versées, sans préjudice de la répression des contraventions de grande voirie.

## Domaine d'application des contraventions de grande voirie
La CGV trouve application dans le domaine public et est codifié dans différents codes juridiques. 

### Ledomaine public maritimenaturel
Le régime de la CGV s'applique dans le domaine public maritime naturel : CGPPP, art. L. 2132-3 "Nul ne peut bâtir sur le domaine public maritime ou y réaliser quelque aménagement ou quelque ouvrage que ce soit sous peine de leur démolition, de confiscation des matériaux et d'amende. Nul ne peut en outre, sur ce domaine, procéder à des dépôts ou à des extractions, ni se livrer à des dégradations". 
La CGV suppose assurément que les faits poursuivis affectent bien un élément du domaine public maritime. De ce fait, les dispositions de l'article L. 2132-4 du CGPPP permettent d'assurer la remise du domaine public maritime naturel dans un état conforme à son affectation publique en ordonnant la démolition par le propriétaire d'ouvrage irrégulièrement construit. Grâce à la CGV, les autorités peuvent le faire en mettant en place une action répressive au travers d'une amende sanctionnant l'atteinte portée au domaine public maritime naturel par ces constructions irrégulières. 
La contravention peut être infligée à toute personne ayant la garde d'un bien irrégulièrement construit sur le domaine public maritime.
Le régime de la CGV s'applique plus précisément dans deux situations : 

#### Atteinte à l'intégrité et à la conservation du domaine public
L'article L. 2132-3-2 du CGPPP définit la CGV dans le domaine public maritime :
"Toute atteinte à l'intégrité et à la conservation du domaine public ou de nature à compromettre son usage dans les espaces urbains et dans les secteurs occupés par une urbanisation diffuse de la zone dite des cinquante pas géométriques, est passible d'une amende de 150 € à 12 000 €.
Les contrevenants sont tenus de réparer toute atteinte et notamment de supporter les frais des mesures provisoires et urgentes que les personnes publiques compétentes ont dû prendre pour faire cesser le trouble apporté au domaine public par les infractions constatées.
L'atteinte peut être constatée par les agents des agences pour la mise en valeur des espaces urbains de la zone dite des cinquante pas géométriques commissionnés par leur directeur et assermentés devant le tribunal judiciaire, par les agents de l'État assermentés à cet effet devant le tribunal judiciaire ainsi que par les agents et officiers de police judiciaire.
Les directeurs des agences ont compétence pour saisir le tribunal administratif dans les conditions et suivant les procédures prévues par le code de justice administrative". 
Ainsi le juge a eu l'occasion de sanctionner le mauvais stationnement d'un bateau (CE, 25 septembre 2013, Affaire de la voile rouge) ou encore l'abandon d'un pédalo sur la place (CE, 29 mai 1974, Muscinesi). L'implantation, sans autorisation, d'un ensemble de quatre pontons édifiés en bordure d'une mangrove a également été réprimée. La circonstance que le contrevenant avait de lui-même entretenu de tels ouvrages faisant parte du domaine public est sans influence sur la matérialité de la contravention de grande voirie ainsi établie et n'est pas de nature à l'exonérer de la poursuite engagée à son encontre (CE, 29 octobre 2012? no 341357). 

#### Atteinte aux servitudes administratives
La CGV s'applique également lors d'atteintes aux servitudes établies au profit du domaine public maritime définies à l'article 1 de la loi no 87-954 du 27 novembre 1987 (CGPPP, art. L. 2132-15). 

### Le domaine public maritime artificiel
Sur le domaine public maritime artificiel, seules les atteintes à l'intégrité du domaine public sont recherchées, ces atteintes à l'intégrité ou à l'utilisation du domaine public maritime des ports maritimes sont définies au titre III du livre III du code des ports maritimes (CGPPP, art. L. 2132-4). 
C'est le cas par exemple lorsqu'un restaurateur, autorisé à occuper provisoirement le domaine public portuaire et à y installer une terrasse de restaurant, a réalisé des travaux de maçonnerie afin de placer des grilles et des portes en fer forgé (CE, 14 juin 1967, no 68769). Ou encore, lorsqu'il y a eu édification d'installations sur le domaine public portuaire sans autorisation d'occupation (CE, 7 novembre 1973, no 84081). 

### Ledomaine public fluvial

#### Atteinte à l'intégrité et à la conservation du domaine public
Les atteintes au domaine public fluvial sont régies par les articles L. 2132-5 à L. 2132-11 du CGPPP. 
 Art. L. 2132-5  CGPPP :   
"Tout travail exécuté ou toute prise d'eau pratiquée sur le domaine public fluvial sans l'autorisation du propriétaire du domaine mentionnée à l'article L. 2124-8 est puni d'une amende de 150 à 12 000 euros.
Le tribunal fixe, s'il y a lieu, les mesures à prendre pour faire cesser l'infraction ou en éviter la récidive et le délai dans lequel ces mesures devront être exécutées, ainsi qu'une astreinte dans les formes définies à l'article L. 437-20du code de l'environnement. — [C. dom. publ. fluv., art. 25, al. 2 et 3.]"

Art. L. 2132-6  CGPPP :    
"Nul ne peut construire ou laisser subsister sur les rivières et canaux domaniaux ou le long de ces voies, des ouvrages quelconques susceptibles de nuire à l'écoulement des eaux ou à la navigation sous peine de démolition des ouvrages établis ou, à défaut, de paiement des frais de la démolition d'office par l'autorité administrative compétente.
 Le contrevenant est également passible d'une amende de 150 à 12 000 euros. — [C. dom. publ. fluv., art. 27.]"

 Art. L. 2132-7  CGPPP :
"Nul ne peut, sous peine de devoir remettre les lieux en état ou, à défaut, de payer les frais de la remise en état d'office par l'autorité administrative compétente:
 1° Jeter dans le lit des rivières et canaux domaniaux ou sur leurs bords des matières insalubres ou des objets quelconques ni rien qui puisse embarrasser le lit des cours d'eau ou canaux ou y provoquer des atterrissements;
 2° Y planter des pieux;
 3° Y mettre rouir des chanvres;
 4° Modifier le cours desdits rivières ou canaux par tranchées ou par quelque moyen que ce soit;
 5° Y extraire des matériaux;
 6° Extraire à moins de 11,70 mètres de la limite desdites rivières ou des bords desdits canaux, des terres, sables et autres matériaux.
 Le contrevenant est également passible d'une amende de 150 à 12 000 euros. — [C. dom. publ. fluv., art. 28.]"

Art. L. 2132-8 CGPPP :
"Nul ne peut:
 1° Dégrader, détruire ou enlever les ouvrages construits pour la sûreté et la facilité de la navigation et du halage sur les cours d'eau et canaux domaniaux ou le long de ces dépendances;
 2° Causer de dommages aux ouvrages provisoires établis en vue de la construction ou de l'entretien des ouvrages mentionnés au 1o;
 3° Naviguer sous les arches des ponts qui seraient fermés à la navigation du fait de tels travaux.
 Le contrevenant est passible d'une amende de 150 à 12 000 euros. Il doit supporter les frais de réparations et, en outre, dédommager les entrepreneurs chargés des travaux à dire d'experts nommés par les parties ou d'office. — [C. dom. publ. fluv., art. 24.]"

  Art. L. 2132-9  CGPPP :
"Les riverains, les mariniers et autres personnes sont tenus de faire enlever les pierres, terres, bois, pieux, débris de bateaux et autres empêchements qui, de leur fait ou du fait de personnes ou de choses à leur charge, se trouveraient sur le domaine public fluvial. Le contrevenant est passible d'une amende de 150 à 12 000 euros, de la confiscation de l'objet constituant l'obstacle et du remboursement des frais d'enlèvement d'office par l'autorité administrative compétente. — [C. dom. publ. fluv., art. 29."
Art. L. 2132-10 CGPPP :

 "Nul ne peut procéder à tout dépôt ni se livrer à des dégradations sur le domaine public fluvial, les chemins de halage et francs-bords, fossés et ouvrages d'art, sur les arbres qui les bordent, ainsi que sur les matériaux destinés à leur entretien."

#### Atteinte aux servitudes administratives
En cas de manquements aux dispositions de l'article  L. 2131-2 du CGPPP, les contrevenants sont tenus de remettre les lieux en état ou, à défaut, de payer les frais de la remise en état d'office à la personne publique propriétaire.
Le contrevenant est également passible de l'amende prévue à l'article L. 2132-26 du CGPPP (v. no 249).
Les atteintes aux servitudes d'inondations établies au profit du domaine public fluvial définies aux articles 11, 12 et 15 de la loi no 91-1385 du 31 décembre 1991 sont réprimées conformément aux dispositions de l'article 15 de cette loi (CGPPP, art. L. 2132-16 et L. 2132-17).

### Le domaine public ferroviaire

#### Atteinte à l'intégrité et à la conservation du domaine public
En ce qu’il s’agit de l’atteinte à l'intégrité du domaine public, ces dernières sont fixées par les articles 2 et 11 de la loi du 15 juillet 1845 sur la police des chemins de fer (CGPPP, art. L. 2132-12). 

Ces contraventions peuvent concerner le déversement de détritus ou d'eaux usées sur les emprises des voies ferrées, les chutes d'arbres ou l'éboulement de roches sur les lignes de chemin de fer ou encore la dégradation de passages à niveau.
Article 2 de la loi du 15 juillet 1845 sur la police des chemins de fer :
"Sont applicables aux chemins de fer les lois et règlements sur la grande voirie, qui ont pour objet d'assurer la conservation des fossés, talus, levées et ouvrages d'art dépendant des routes, et d'interdire, sur toute leur étendue, le pacage des bestiaux et les dépôts de terre et autres objets quelconques."
Article 3 de la loi du 15 juillet 1845 sur la police des chemins de fer :
"Sont applicables aux propriétés riveraines des chemins de fer les servitudes imposées par les lois et règlements sur la grande voirie, et qui concernent :
L'alignement ;
L'écoulement des eaux ;
L'occupation temporaire des terrains en cas de réparation,
La distance à observer pour les plantations, et l'élagage des arbres plantés ;
Le mode d'exploitation des mines, minières, tourbières et sablières, dans la zone déterminée à cet effet.
Sont également applicables à la confection et à l'entretien des chemins de fer, les lois et règlements sur l'extraction des matériaux nécessaires aux travaux publics.”
Bien que ces deux articles de la loi de 1845 précités aient été abrogés par une ordonnance du 28 octobre 2010, il reste toutefois concevable que des contraventions concernant le DP ferroviaire  tel que défini dans l’article L.2111-15 du code général de la propriété des personnes publiques soient érigées à l’encontre de toute atteinte à ce dernier. 
Article L2111-15 

"Le domaine public ferroviaire est constitué des biens immobiliers appartenant à une personne publique mentionnée à l'article L. 1, non compris dans l'emprise des biens mentionnés à l'article L. 2111-14 et affectés exclusivement aux services de transports publics guidés le long de leurs parcours en site propre. “
La décision rendue par la CAA Lyon le 25 septembre 2014 no 14 LY00377 illustre le fait des CGV affectant de DPF continuent à être prononcées par le Juge administratif (il s’agissait en l’espèce de la dépose sans autorisation de barrières à niveau et de tronçons de rails opérée par le département lors des travaux d'aménagement de routes départementales).
Il conviendra de préciser que l’on trouve également la protection du DP ferroviaire dans le code des transports ; aux articles L.2232-1 et L.2232-2 qui précise que d’une part les infractions peuvent être constatées par les agents assermentés énumérés au I de l'article L. 2241-1 et par des personnes ayant conclu une convention avec SNCF Réseau en application de l'article L. 2111-9. D’autre part, la constatation de la CGV entraîne la suppression dans le délai déterminé par le juge administratif lles constructions, terrassements, excavations, fondations ou dépôts, de quelque matière que ce soit, ainsi que les installations de système de rétention d'eau, faits contrairement à ces dispositions.

#### Atteinte aux servitudes administratives
Les servitudes du domaine public ferroviaire sont définies à l’article L2231-2 du code des transports, il s’agit des servitudes d'écoulement des eaux prévues par les articles 640 et 641 du code civil. de ce fait, Tout déversement, écoulement ou rejet direct ou indirect, qu'il soit diffus ou non, d'eaux usées, d'eaux industrielles ou de toute autre substance, notamment polluante ou portant atteinte au domaine public ferroviaire, est interdit sur le domaine public ferroviaire. Ces atteintes sont réprimées conformément aux dispositions des articles L. 2232-1 et L. 2232-2 précités.

### Le domaine public militaire
Les atteintes à l'intégrité ou à la conservation du domaine public militaire sont fixées par les articles L. 5121-1 et L. 5121-2 du Code de la défense. 
Art. L. 5121-1 

"Les contraventions aux dispositions du présent livre, ainsi que les atteintes à l'intégrité ou à la conservation du domaine public miliaire, constituent des contraventions de grande voirie. Elles sont constatées par les personnels assermentés des services d'infrastructure du ministère de la défense, sans préjudice des compétences des officiers et agents de police judiciaire. "
Art. L. 5121-2  

"Les contrevenants sont mis en demeure, dans un délai fixé par l'autorité militaire, de démolit les constructions indûment exécutées et de faire cesser les gênes mentionnées et de rétablir les lieux, le tout à leurs frais." 

## Régime des peines de la constatation d'une contravention de grande voirie

### Amende
Lorsqu’il y a la constatation d’une CGV, le juge est tenu d’adresser une amende quand elle est prévue par le texte mais cela peut aussi être le cas même si le texte ne le prévoit pas. Dans ce cas, le juge administratif pourra alors en moduler le montant afin de tenir compte de la gravité de la faute commise. 
Selon la jurisprudence, la gravité s’apprécie au regard de la nature du manquement et de ses conséquences. CE, 25 octobre 2017, no 392578.
Il est également possible pour le juge administratif, lorsqu’il est question de contravention de grande voirie des faits d'occupation irrégulière d'une dépendance du domaine public, d’ordonner la libération du domaine public sans délai et lorsqu’il le juge nécessaire d’accompagner cette injonction d’une astreinte (JP CE, 23 mai 1979, no 9725 ♦ CE, 5 février 2014, no 364561)

### Recherche de la remise en état
Parallèlement à cette amende, le juge peut ordonner toute mesure de nature à rétablir l'intégrité du domaine public :
Comme par exemple ordonner la démolition des constructions illicites ainsi que la remise en l’état initial du domaine (CAA 12 septembre 1996  no 95BX00149). Le juge peut également enjoindre le paiement des frais engagés par la collectivité propriétaire pour réparer les installations endommagées (CAA Bordeau 2e Ch, 15 octobre 2002 no 00BX00652))
Il convient de préciser que la réalisation des travaux de remise en état n’est pas subordonnée à la réalisation d’une expertise.
Le juge vérifie toutefois que les sommes qui sont réclamées au contrevenant ne soient pas excessives par rapport au coût de la remise en état du domaine public, qu’elles ne portent pas sur la réparation de dégâts autres que les seuls dommages causés ou qu’elles ne présentent pas un caractère anormal.

### La vocation environnementale de la CGV
La CGV « est un outil privilégié de défense de l’environnement, clairement concurrent de la protection pénale confiée aux juridictions judiciaires » D.Guihal Droit répressif de l’environnement 2008.
Cependant, la doctrine s’accorde à énoncer que ce dispositif prometteur devrait être étendu en matière d’environnement (Droit de l’Environnement, Michel Prieur). En effet ce dispositif ne s’applique que pour le domaine public, de ce fait des pans d’espaces naturels échappent à ce contrôle, du fait de leur qualité privée.

## Jurisprudence
- Conseil constitutionnel, décision no 87-151 L du 23 septembre 1987: « Considérant que les contraventions de grande voirie, qui tendent à réprimer tout fait matériel pouvant compromettre la conservation d'une dépendance du domaine public ou nuire à l'usage auquel cette dépendance est légalement destinée, ne sont pas, compte tenu de leur objet et des règles de procédure et de compétence qui leur sont applicables, des contraventions de police ; Considérant que le législateur n'en est pas moins compétent pour instituer de telles infractions, en définir les éléments constitutifs aussi bien que pour édicter d'éventuelles causes d'exonération, dès lors que ces infractions, sans perdre leur caractère de contraventions de grande voirie, sont passibles de peines d'amende dont le montant excède celui prévu pour les contraventions de police ; »
- CE, 23 février 1979, N° 04467, Association des amis des chemins de ronde:
  - le refus du préfet d'engager les poursuites peut faire l'objet d'un recours pour excès de pouvoir
  - l'autorité administrative ne peut pas refuser d'engager les poursuites pour des raisons de simple convenance administrative
- CE, 3/8 SSR, 30 septembre 2005, n° 263442 et 263443; note Catherine ROCHE et Mathieu TOUZEIL-DIVINA, LPA, 6 juin 2006 no 112, P. 12